# Tosashimizu, Kōchi
Tosashimizu (土佐清水市 Tosashimizu-shi) là thành phố thuộc tỉnh Kōchi, Nhật Bản. Tính đến ngày 1 tháng 10 năm 2020, dân số ước tính thành phố là 12.388 người và mật độ dân số là 47 người/km2. Tổng diện tích thành phố là 266,3 km2.

## Địa lý

### Đô thị lân cận
- Kōchi
  - Sukumo
  - Shimanto
  - Ōtsuki
  - Mihara

### Khí hậu
| Dữ liệu khí hậu của Mũi Ashizuri, Tosashimizu | Dữ liệu khí hậu của Mũi Ashizuri, Tosashimizu | Dữ liệu khí hậu của Mũi Ashizuri, Tosashimizu | Dữ liệu khí hậu của Mũi Ashizuri, Tosashimizu | Dữ liệu khí hậu của Mũi Ashizuri, Tosashimizu | Dữ liệu khí hậu của Mũi Ashizuri, Tosashimizu | Dữ liệu khí hậu của Mũi Ashizuri, Tosashimizu | Dữ liệu khí hậu của Mũi Ashizuri, Tosashimizu | Dữ liệu khí hậu của Mũi Ashizuri, Tosashimizu | Dữ liệu khí hậu của Mũi Ashizuri, Tosashimizu | Dữ liệu khí hậu của Mũi Ashizuri, Tosashimizu | Dữ liệu khí hậu của Mũi Ashizuri, Tosashimizu | Dữ liệu khí hậu của Mũi Ashizuri, Tosashimizu | Dữ liệu khí hậu của Mũi Ashizuri, Tosashimizu |
| Tháng                                         | 1                                             | 2                                             | 3                                             | 4                                             | 5                                             | 6                                             | 7                                             | 8                                             | 9                                             | 10                                            | 11                                            | 12                                            | Năm                                           |
| --------------------------------------------- | --------------------------------------------- | --------------------------------------------- | --------------------------------------------- | --------------------------------------------- | --------------------------------------------- | --------------------------------------------- | --------------------------------------------- | --------------------------------------------- | --------------------------------------------- | --------------------------------------------- | --------------------------------------------- | --------------------------------------------- | --------------------------------------------- |
| Cao kỉ lục °C (°F)                            | 22.5 (72.5)                                   | 22.3 (72.1)                                   | 25.2 (77.4)                                   | 26.9 (80.4)                                   | 31.3 (88.3)                                   | 31.7 (89.1)                                   | 35.5 (95.9)                                   | 35.0 (95.0)                                   | 33.8 (92.8)                                   | 31.3 (88.3)                                   | 27.0 (80.6)                                   | 23.7 (74.7)                                   | 35.5 (95.9)                                   |
| Trung bình ngày tối đa °C (°F)                | 12.4 (54.3)                                   | 13.4 (56.1)                                   | 16.2 (61.2)                                   | 20.1 (68.2)                                   | 23.4 (74.1)                                   | 25.4 (77.7)                                   | 28.9 (84.0)                                   | 30.4 (86.7)                                   | 28.3 (82.9)                                   | 24.3 (75.7)                                   | 19.7 (67.5)                                   | 14.7 (58.5)                                   | 21.4 (70.6)                                   |
| Trung bình ngày °C (°F)                       | 8.9 (48.0)                                    | 9.8 (49.6)                                    | 12.8 (55.0)                                   | 16.9 (62.4)                                   | 20.4 (68.7)                                   | 23.0 (73.4)                                   | 26.5 (79.7)                                   | 27.7 (81.9)                                   | 25.5 (77.9)                                   | 21.4 (70.5)                                   | 16.5 (61.7)                                   | 11.3 (52.3)                                   | 18.4 (65.1)                                   |
| Tối thiểu trung bình ngày °C (°F)             | 5.5 (41.9)                                    | 6.2 (43.2)                                    | 9.1 (48.4)                                    | 13.5 (56.3)                                   | 17.6 (63.7)                                   | 20.9 (69.6)                                   | 24.6 (76.3)                                   | 25.6 (78.1)                                   | 23.2 (73.8)                                   | 18.6 (65.5)                                   | 13.4 (56.1)                                   | 7.9 (46.2)                                    | 15.5 (59.9)                                   |
| Thấp kỉ lục °C (°F)                           | −4.3 (24.3)                                   | −5.0 (23.0)                                   | −3.4 (25.9)                                   | 3.2 (37.8)                                    | 9.2 (48.6)                                    | 14.6 (58.3)                                   | 17.3 (63.1)                                   | 20.1 (68.2)                                   | 14.0 (57.2)                                   | 7.3 (45.1)                                    | 2.4 (36.3)                                    | −2.0 (28.4)                                   | −5.0 (23.0)                                   |
| Lượng Giáng thủy trung bình mm (inches)       | 98.6 (3.88)                                   | 116.4 (4.58)                                  | 183.9 (7.24)                                  | 221.8 (8.73)                                  | 232.6 (9.16)                                  | 400.2 (15.76)                                 | 222.8 (8.77)                                  | 231.5 (9.11)                                  | 362.4 (14.27)                                 | 254.2 (10.01)                                 | 146.9 (5.78)                                  | 97.0 (3.82)                                   | 2.563,9 (100.94)                              |
| Lượng tuyết rơi trung bình cm (inches)        | trace                                         | trace                                         | 0 (0)                                         | 0 (0)                                         | 0 (0)                                         | 0 (0)                                         | 0 (0)                                         | 0 (0)                                         | 0 (0)                                         | 0 (0)                                         | 0 (0)                                         | trace                                         | 1 (0.4)                                       |
| Số ngày giáng thủy trung bình (≥ 1.0 mm)      | 5.8                                           | 7.3                                           | 10.8                                          | 10.0                                          | 10.4                                          | 14.1                                          | 10.5                                          | 10.7                                          | 12.4                                          | 9.7                                           | 8.3                                           | 6.1                                           | 116.1                                         |
| Số ngày tuyết rơi trung bình (≥ 1 cm)         | 0.2                                           | 0.1                                           | 0                                             | 0                                             | 0                                             | 0                                             | 0                                             | 0                                             | 0                                             | 0                                             | 0                                             | 0.1                                           | 0.4                                           |
| Độ ẩm tương đối trung bình (%)                | 58                                            | 59                                            | 62                                            | 66                                            | 73                                            | 83                                            | 84                                            | 82                                            | 77                                            | 69                                            | 65                                            | 60                                            | 70                                            |
| Số giờ nắng trung bình tháng                  | 180.5                                         | 173.3                                         | 190.1                                         | 196.0                                         | 190.5                                         | 131.0                                         | 196.6                                         | 233.8                                         | 175.8                                         | 179.7                                         | 167.0                                         | 174.1                                         | 2.190,5                                       |
| Nguồn: Cục Khí tượng Nhật Bản                 |                                               |                                               |                                               |                                               |                                               |                                               |                                               |                                               |                                               |                                               |                                               |                                               |                                               |

## Giao thông

### Đường bộ
- Quốc lộ 321